# Liatorp
Liatorp is een plaats in de gemeente Älmhult in het landschap Småland en de provincie Kronobergs län in Zweden. De plaats heeft 560 inwoners (2005) en een oppervlakte van 85 hectare.

## Verkeer en vervoer
Bij de plaats lopen de Riksväg 23 en Länsväg 124.
De plaats heeft ook een station op de spoorlijn Katrineholm - Malmö.

## Geboren
- Ingvar Kamprad (1926-2018) - oprichter van IKEA

Älmhult · Diö · Liatorp · Eneryda · Delary · Häradsbäck · Hallaryd · Göteryd